# ピカソ・トリガー/リーサル・エンジェルス
『ピカソ・トリガー/リーサル・エンジェルス』（原題：L.E.T.H.A.L. Ladies: Return to Savage Beach、またはReturn to Savage Beach）は、1998年にアンディ・シダリスが脚本・監督を担当したアクション映画。

## 概要
『ピカソ・トリガー/デイ・オブ・ザ・ウォリアー』の続編で、「トリプルB（Bullets, Bombs and Babes または Bullets, Bombs and Boobs）」シリーズ第12弾となる作品（1985年製作の『マリブ・エクスプレス』から数えて）。現時点では、シリーズ最後の作品となっている。また、アンディ・シダリス監督の生前最後の作品でもある。
前作に登場したウォリアーをマーカス・バグウェルが再び演じるだけでなく、今回は「L.E.T.H.A.L. Ladies」側で活躍するほか、オリジナルキャストの多くが再登場する。また、元プレイメイトのキャリー・ウェストコットが謎の女性ソフィアを演じる。

## あらすじ
L.E.T.H.A.L.（Legion to Ensure Total Harmony And Law）本部に保管されていた、財宝のありかを記したコンピューター・ディスクが盗まれてしまう。「L.E.T.H.A.L.」のメンバー、通称、リーサル・レディースは、財宝を狙う悪党たちと財宝を巡って争奪戦を繰り広げることになる。

## キャスト
- ウィロー・ブラック - ジュリー・ストレイン

政府直属の極秘戦闘女性部隊“リーサル・レディース”を率いる。セクシーブロンド美女軍団のひとり。
- ロドリゴ・マルティネス - ロドリゴ・オブレゴン（スペイン語版）
- コブラ - ジュリー・K・スミス（英語版）
- J. Tyler Ward - Cristian Letelier
- タイガー - シェイ・マークス（英語版）
- ウォリアー - マーカス・バグウェル
- ソフィア - Carrie Westcott
- Doc Austin - Paul Logan
- Fu - ジェラルド・オカムラ（英語版）
- Ava - Ava Cadell
- シルク - Carolyn Liu
- Harry the Cat - ケヴィン・イーストマン（英語版）
- Lead Kabuki/Lead Ninja - Marcus Young
- Ninja #2 - David Hopper
- Ninja #3 - Jeff McMahen
- Kabuki #2 - Chuck Tam
- Kabuki #3 - Lelagi Togisala
- Guard - Jefferson Hendricks

## 製作
シダリスの地元であるルイジアナ州カドー郡出身の狙撃の名手、ハロルド・M・テリー元保安官が本作にて武器アドバイザーを務めている。

## 参照
- ガールズ・ウィズ・ガンズ